# Sheema
Sheema ist eine Stadt in der Western Region in Uganda. Sie ist Teil des Distrikt Sheema und eine Gemeinde des Distrikts.

## Geografie
Sheema liegt an der Mbarara-Ishaka Road, etwa 33 Kilometer, auf der Straße, westlich von Mbarara, der größten Stadt in der Subregion. Dies ist etwa 29 Kilometer östlich von Ishaka. Die Höhe des Stadtteils Kibingo in der Sheema Municipality liegt 1410 Meter über dem Meeresspiegel.

## Geschichte
Sheema ist ein städtisches Zentrum im Distrikt Sheema. Es umfasst die Stadtteile Kabwohe, Itendero und Kibingo, wo sich auch der Distriktsitz befindet. Sheema Town wurde am 1. Juli 2018 gegründet, indem es aus der Sheema North Constituency geschaffen wurde.

## Bevölkerung
Im August 2014 bezifferte eine Volkszählung die Einwohnerzahl auf 80.735.